# Afar (langue)
Pour les articles homonymes, voir Afar et aa.
L'afar (en alphasyllabaire guèze : አፋር) est une langue appartenant au groupe des langues couchitiques de la famille des langues afro-asiatiques. Elle est parlée en Éthiopie, en Érythrée et à Djibouti, par environ 1,4 à 1,8 million de personnes.

## Classification
L'afar est une langue couchitique, proche du saho.
Sur la côte, dans la région d'Irafayle, au nord de l'aire afarophone, les relations entre Saho et Afar, les mariages inter-ethniques, le voisinage géographique et linguistique ont favorisé les contacts et les influences. On en trouve de nombreuses traces dans les variétés afar et saho de cette région, à tel point que certains[Qui ?] parlent d'une entité « afar-saho ».

## Répartition géographique
L'afar n'est la langue officielle d'aucun pays, mais est parlée à Djibouti (où il est une des « langues nationales »), en Érythrée et en Éthiopie. Dans ce dernier pays, il a un statut de langue administrative et de l'éducation nationale dans l'État régional afar. 
Il constitue la langue vernaculaire principale des Afars et est utilisé dans la vie quotidienne, les échanges commerciaux, ainsi que dans certaines pratiques religieuses (en complément de l’arabe). Dans les zones rurales, il demeure la langue de communication dominante, même si l’arabe, l’amharique et le tigrina peuvent être utilisés dans des contextes formels ou administratifs selon les pays.
On distingue deux grands dialectes du afar : le dialecte du nord, qui se caractérise notamment par la conservation des voyelles finales ; le dialecte du sud, où ces voyelles ont tendance à être élidées. Ces différences phonétiques n’entravent pas l’intercompréhension entre les locuteurs des différentes régions. Les dialectes régionaux conservent globalement une grande homogénéité morphosyntaxique.
En Éthiopie, la constitution fédérale de 1995 a reconnu la région Afar comme région autonome, ce qui a permis l’introduction de l’enseignement en langue afar dans les écoles primaires locales. Des programmes de radio et de télévision en afar sont également diffusés à Djibouti et en Éthiopie. La production littéraire, bien que encore limitée, s’accroît grâce à la transcription latine normalisée et à des initiatives culturelles locales.

## Phonologie
La langue afar présente un système phonologique relativement riche, notamment en consonnes. On y trouve plusieurs consonnes pharyngales et rétroflexes, typiques des langues afro-asiatiques, qui sont transcrites de manière spécifique dans l’alphabet latin adopté pour la langue. Le système vocalique repose sur cinq voyelles ([a], [e], [i], [o], [u]) avec des distinctions de longueur et d’accent tonique.

## Écriture
L’alphabet latin a été officiellement adopté pour transcrire l’afar à partir de 1976. Il a été conçu pour représenter de manière phonétique les sons spécifiques de la langue. Avant cette normalisation, plusieurs tentatives de transcription utilisaient l’écriture arabe, parfois l’alphabet éthiopien, mais sans standardisation ni reconnaissance officielle.
En ce qui concerne l'utilisation des caractères latins, il existe deux principales écoles de transcription. L'une portée en France par Édouard Chedeville, ancien enseignant d'afar à l'Inalco, et l'autre développée dans les années 1970 par Dimis et Reedo qui semble aujourd'hui devenir la norme.
La grammaire afar présente de nombreuses caractéristiques des langues couchitiques, notamment un système verbal complexe avec des paradigmes de conjugaison à préfixes. Des pronoms personnels indépendants distincts : anù (je), atu (tu), usuk (il), is (elle), nanu (nous), isin (vous), ùsun / óson (ils/elles). Les marques de personne sont également présentes sous forme d’affixes dans les verbes conjugués.
L’ordre des constituants dans la phrase est généralement Sujet – Objet – Verbe (SOV), une caractéristique typique des langues couchitiques orientales. L’attribut est souvent postposé au nom. Les adjectifs suivent généralement les noms qu’ils qualifient. Les relatives, les propositions subordonnées et les compléments obliques précèdent souvent le verbe principal.
Le vocabulaire afar est essentiellement d’origine couchitique, bien que l’on y retrouve de nombreux emprunts à l’arabe, notamment dans le domaine religieux, mais aussi dans les domaines de l’administration, du commerce ou de la vie urbaine. Des emprunts mineurs à l’amharique et au tigrina peuvent également être observés, surtout dans les zones de contact prolongé.
| Lettres        | a   | b   | t   | s   | e   | c   | k   | x   | i   | d   | q   | r   | f   | g   | o   | l   | m   | n   | u   | w   | h   | y   |
| Prononciations | [ʌ] | [b] | [t] | [s] | [e] | [ħ] | [k] | [ɖ] | [i] | [d] | [ʕ] | [r] | [f] | [ɡ] | [o] | [l] | [m] | [n] | [u] | [w] | [h] | [j] |

### Exemples
| Mot     | Écriture «standard» | Diimis kee Reedo |
| ------- | ------------------- | ---------------- |
| Bonjour | Maahisse            | Maacisse         |
| Bonsoir | Nagasse             | Nagasse          |
| Maison  | Ari                 | Qari             |
| Terre   | Baado               | Baaxo            |
| Ciel    | Aran                | Qaran            |
| Eau     | Lee                 | Lee              |
| Feu     | Gira                | Gira             |
| Homme   | Numu                | Numu             |
| Femme   | Barra               | Barra            |
| Manger  | Akmiyya             | Akmiyya          |
| Boire   | Aaubiyya            | Aaqubiyya        |
| Grand   | Nabah               | Nabah            |
| Petit   | Oundah              | Qunxah           |
| Nuit    | Bara                | Bara             |
| Jour    | Loqo                | Loqo             |